# Radio Crash
Radio Crash hrvatski je internetski radio. Osnovan je 1986. godine u Zagrebu kao amaterska radijska postaja, a od 2011. program emitira na internetu. Ustrojen je kao neprofitna radijska postaja.

## Povijest
Radio Crash postoji od 1986. godine kao amaterska radiostanica koja se mogla slušati u Zagrebu i šire u stereo tehnici na 107,3 MHz. Program se emitirao noću kada su DJ-evi iz klubova Jabuke i Lapidarija pripremali svoje setove nakon završetka nastupa u klubovima. Program se je puštao do jutra  uz interakciju sa slušateljima preko fiksnih telefona. Radio je dobio ime po studijskom albumu Crash  synthpop grupe The Human League iz 1986 godine.

## Program
Radio Crash se emitira na internetu od 2011. na vlastitoj mrežnoj stranici i na IPTV TV platformi A1 Hrvatska. Urednici sav program stvaraju uživo iz svojih domova. Na Radio Crashu emitira se uglavnom elektronička glazba, kao što je house,funky, synth pop, dance te slični muzički stilovi, a noću jazz, soul ili ambijentalna glazba. Italo disco u programu Radio Crasha danas je vrlo zanimljiv poglavito zato što je stvaran na analognim sintetizatorima zvuka - sintesajzerima. Alternativna synth electronic pop/rock glazba također je dio programa te svi navedeni glazbeno srodni pravci današnjih recentnih izdanja domaće i strane produkcije.
Dana 1. prosinca 2022. Radio Crash postaje HD Radio s poboljšanom zvučnom slikom.

## Emisije
- Disco Energy
- Benc Music Box
- DAB’s Deep, Tech & House
- Puzza Soul Food
- Mix Time by Gele
- Dance Xplosion
- MIRWATMIX
- Saletov Chushpajz
- Xxxtended Time
- DJ Cico selection

## Vanjske poveznice
- Službena stranica
- Milla, Samir. 28. ožujka 2022. Desetak zaljubljenika u glazbu emitiraju program svatko iz svoga doma. Večernji list
- Radio Crash na Facebooku